# Невярово-Сохи
Невярово-Сохи (пол. Niewiarowo-Sochy) — село в Польщі, у гміні Городиськ Сім'ятицького повіту Підляського воєводства.
Населення — 48 осіб (2011).
У 1975-1998 роках село належало до Білостоцького воєводства.

## Демографія
Демографічна структура станом на 31 березня 2011 року:
|          | Загалом | Допрацездатний вік | Працездатний вік | Постпрацездатний вік |
| -------- | ------- | ------------------ | ---------------- | -------------------- |
| Чоловіки | 23      | 6                  | 12               | 5                    |
| Жінки    | 25      | 4                  | 17               | 4                    |
| Разом    | 48      | 10                 | 29               | 9                    |